# Acronema pilosum
Acronema pilosum är en flockblommig växtart som beskrevs av C.Norman. Acronema pilosum ingår i släktet Acronema och familjen flockblommiga växter. Inga underarter finns listade i Catalogue of Life.